# Afa Ismail

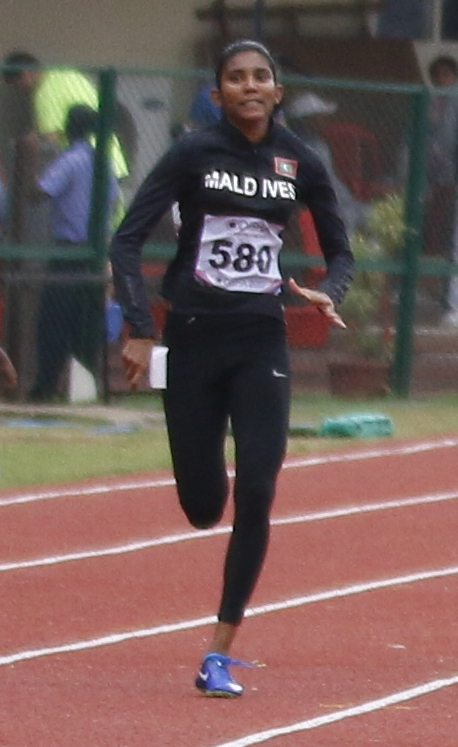
Afa Ismail, 2017

Afa Ismail (* 1. November 1993 in Malé) ist eine Leichtathletin von den Malediven, die sich auf den 100-Meter-Lauf und den 200-Meter-Lauf spezialisiert hat. Sie nahm für die Malediven sowohl 2012 als auch 2016 an den Olympischen Spielen teil.

## Karriere
In Daegu nahm sie an den Weltmeisterschaften 2011 teil und startete dort im 200-Meter-Lauf. Im Vorlauf scheiterte sie als 38. an der Qualifikation für die Halbfinal-Läufe. Ein Jahr später wurde sie vom Maldives Olympic Committee für die Olympischen Spiele 2012 in London nominiert. Dort startete sie im Gegensatz zu den Weltmeisterschaften im 100-Meter-Lauf und scheiterte schon in der Vorausscheidung.
An den Weltmeisterschaften 2013 in Moskau nahm sie teil und startete im 200-Meter-Lauf. In ihrem Vorlauf lief sie Saisonbestleistung, konnte sich aber trotzdem nicht für die Halbfinalläufe qualifizieren. Während sie an den Weltmeisterschaften 2015 nicht teilnehmen durfte, wurde sie vom Maldives Olympic Committee für die Olympischen Spiele 2016 in Rio de Janeiro nominiert. Sie startete über 200 Meter und wurde in ihrem Vorlauf trotz neuem nationalen Rekord nur Letzte. Damit schied sie aus dem Wettbewerb aus. Während Aminath Shajan bei der Eröffnungsveranstaltung die maledivische Fahne getragen hatte, durfte Afa Ismael die Fahne bei der Schlussfeier tragen.